# Уилфорд, Фрэнсис
Фрэнсис Уилфорд, или Вилфорд (англ. Francis Wilford; 1761—1822), — британский военный колониальных войск и индолог (востоковед). Как член Азиатского общества и постоянный сотрудник его журнала — « Asiatic Researches» («Азиатские исследования») — опубликовал в 1799—1810 годы ряд сенсационных статей по древнеиндийской географии и мифологии.
Например, будучи в чине лейтенанта, напечатал в «Asiatique Researches» статью, где на основе текстов «Падма-пураны» и «Сканда-пураны» предположил знакомство древних индийцев с Египтом и территориями у истоков Нила.
Также утверждал, что все европейские мифы были индуистского происхождения, и что Индия имела своего Христа (Шаливахана), чья жизнь и деяния очень напоминали библейского Христа. Заявлял, что обнаружил санскритскую версию Ноя (Сатьяврата, сын Вивасвата) и пытался подтвердить историчность откровения книги Бытия из внешних источников, в частности, из индуистских или других языческих религий. В своем эссе «Mount Caucasus — 1801» («Гора Кавказ — 1801») приводил доводы в пользу гималайского расположения горы Арарат, утверждая, что Арарат был этимологически связан с Арьявартой, санскритским названием Индии.
В чине капитана Ф. Уилфорд издал «Очерк о священных островах на Западе» (Capt. F. Wilford, «An Essay on the Sacred Isles in the West», 1808).